# ريكي بيرس
ريكي بيرس (بالإنجليزية: Ricky Pierce)‏ مواليد 19 أغسطس 1959 في دالاس، هو لاعب كرة سلة أمريكي سابق بدأ مسيرته الاحترافية في سنة 1982. تم اختياره من قبل فريق ديترويت بيستونز خلال الدرافت. يبلغ طوله 6 قدم 4 بوصة (1.9 م). اعتزل اللعب في 1998. أحرز خلال مسيرته في الإن بي إيه 14467 نقطة بمعدل 14.9 نقطة في المباراة الواحدة.

## المسيرة الاحترافية
لعب مع ديترويت بيستونز في موسم 1982–1983، ثم لعب مع لوس أنجلوس كليبرز في موسم 1983–1984، ثم لعب مع ميلووكي باكز من سنة 1984 إلى 1991، ثم لعب مع سياتل سوبرسونيكس من سنة 1990 إلى 1994، ثم لعب مع غولدن ستايت ووريورز في موسم 1994–1995، ثم لعب مع إنديانا بايسرز في موسم 1995–1996، ثم لعب مع دنفر ناغتس في موسم 1996–1997، ثم لعب مع شارلوت هورنتس في سنة 1997، ثم لعب مع ميلووكي باكز في موسم 1997–1998.

## روابط خارجية
- ريكي بيرس على موقع إن بي أي (الإنجليزية)
- ريكي بيرس على موقع سبورتس رفرنس (الإنجليزية)
- ريكي بيرس على موقع كرة السلة الأوروبية.كوم (الإنجليزية)
- ريكي بيرس على موقع كلية كرة السلة في سبورتس رفرنس.كوم (الإنجليزية)
- ريكي بيرس على موقع ريلجم (الإنجليزية)
- ريكي بيرس على موقع بروبوليرز (الإنجليزية)